# Marco Emilio Lépido (hijo de Lépido)
Marco Emilio Lépido  fue un aristócrata romano del siglo I a. C. perteneciente a la gens Emilia ejecutado por Augusto acusado de conspiración.

## Familia
Lépido fue miembro de los Emilios Lépidos, una rama familiar patricia de la gens Emilia, e hijo de Lépido, uno de los triunviros, y de Junia. Fue tío de Manio Emilio Lépido, que alcanzó el consulado en el año 11, y de Emilia Lépida, prometida de Lucio César.
Estuvo prometido a Antonia, la mayor de las hijas de Marco Antonio, y se casó con Servilia, hija de Publio Servilio Vatia Isáurico, dos veces cónsul a mediados del siglo I a. C.

## Carrera pública
Lépido nació alrededor del año 55 a. C. Fue acusado de conspirar contra la vida de Augusto y ejecutado en el año 30 a. C. Su esposa se suicidó poco después.